# Thein Pe Myint
Thein Pe Myint (brm. သိန်းဖေမြင့်  [θéɪɴ pʰè mjɪ̰ɴ]), znany także jako Thakin Thein Pe (brm. သခင် သိန်းဖေ [θəkʰɪ̀ɴ θéɪɴ pʰè], ur. 10 lipca 1914 w Budalinie, zm. 15 stycznia 1978 w Rangunie) – birmański polityk, pisarz i dziennikarz. Autor powieści społeczno-politycznych, artykułów, biografii i esejów. Założyciel i wydawca gazety „Botahtaung”.

## Życiorys
Thein Pe Myint ukończył studia na uniwersytecie w Rangunie w 1935 roku. Podczas studiów zaangażował się w działalność polityczną. W latach 1934–1935 był członkiem stowarzyszenia studentów (ang. University Student’s Union). Brał udział w strajku studenckim w 1936 roku, mimo że był już absolwentem. Odbył studia podyplomowe na uniwersytecie w Kalkucie.
Dołączył do antykolonialnego ruchu politycznego Dobama Asiayone (Stowarzyszenie My Birmańczycy). Jego członkowie przyjmowali przydomek „Thakin”. Thein Pe Myint stał się jednym z liderów birmańskiego ruchu niepodległościowego. Blisko współpracował z U Nu (późniejszym premierem Birmy) oraz Aungiem Sanem (późniejszym generałem), którzy stali się jednymi z najważniejszych liderów birmańskich.
Reprezentował poglądy lewicowe. Był jednym z założycieli Komunistycznej Partii Birmy, a po II wojnie światowej został jej sekretarzem generalnym.
Podczas II wojny światowej opowiedział się przeciw Imperium Japońskiemu i stał się ważnym członkiem ruchu oporu.
Po odzyskaniu przez Birmę niepodległości w 1948 nadał był aktywnym politykiem, choć stracił pozycję w Partii Komunistycznej. Zasiadał w parlamencie, ale w 1960 roku nie został ponownie wybrany. W 1962 roku wsparł rząd wojskowy. Był członkiem Socjalistycznej Programowej Partii Birmy (ang. Burma Socialist Programme Party), rządzącej krajem do 1988 roku.
W 1946 roku poślubił Khin Kyi Kyi. Doczekali się czwórki dzieci.

## Publikacje
W swoim kraju uważany jest za wybitnego pisarza, dziennikarza i komentatora politycznego. Był założycielem i wydawcą (w latach 1958–1964) awangardowej gazety „Botahtaung”.
Publikacje (w nawiasach angielskie tłumaczenia):
- 1937 – Tet Phongyi (Modern Monk) – powieść krytykująca system klasztorny i korupcję wśród mnichów; wzbudziła oburzenie wśród mnichów, którzy próbowali zająć cały nakład książki i uzyskać zakaz jej dystrybucji[3];
- 1937 – Tet-hkit Nat-hso (Evil Spirits of Modern Times) – powieść o społecznych konsekwencjach chorób wenerycznych[3];
- 1938 – Thakhin Kodaw Hmaing – biografia poety Thakina Kodawy Hmainga (1876–1964)[3];
- 1938 – Thabeik Hmauk Kyaung-thar (The Strike Boycotter) – powieść o strajku studenckim na uniwersytecie w Rangunie w 1936 roku[3];
- 1958 – Ahshayega Nay-wun Htwet thee-pa-ma (As Sure As the Sun Rises in the East) – powieść o ruchu niepodległościowym w latach 1936–1942[4];
- satyry polityczne:
  - Min Daing Pin (Member of Parliament);
  - U Saw Bi-lat thwar pya-zat (U Saw Goes to England)[1].

## Wyróżnienia
- 1958 – Sarpay Beikman Prize – najwyższa birmańska nagroda w dziedzinie literatury[1];
- 1967 – National Literary Prize for novel[1].

## Działalność społeczna
Thein Pe Myint działał w wielu organizacjach, m.in.:
- Światowej Radzie Pokoju[1],
- Towarzystwie Przyjaźni Chińsko-Birmańskiej (ang. China-Burma Friendship Association)[1],
- Stowarzyszeniu Pisarzy (któremu przewodniczył)[1],
- Radzie Uniwersytetów (1963–1980)[1].